# Ryan Ingraham
Ryan Ingraham (né le 2 novembre 1993) est un athlète bahaméen, spécialiste du saut en hauteur.

## Biographie
En 2010, Ryan Ingraham remporte le Government School Meet, (GSSSA), les BAAA High School Nationals et ensuite les Carifta Trials, ce qui lui donne sa première sélection en avril en équipe nationale aux Carifta Games de George Town aux îles Caïmans, où il obtient la médaille d'argent en 2,11 m. Lors des Jeux suivants à Montego Bay en 2011, il remporte encore une fois la médaille d'argent. Lors des Championnats panaméricains juniors à Miramar, il obtient toujours la médaille d'argent. La même année, il est finaliste des Championnats seniors CAC, en se classant 4e du concours, dans une compétition remportée par son compatriote Trevor Barry. Il termine cette année 2011 avec un record personnel de 2,23 m, ce qui le classe 9e dans le classement mondial des juniors. 
En 2012, il remporte à nouveau les GSSSA Championships de même que sa sélection pour les Jeux de la Carifta qui se tiennent aux Bermudes, à Hamilton, où il remporte enfin la médaille d'or. Le 12 mai 2012, lors du Fritz Grant Invitational Meet, il atteint 2,28 m, le minima B pour les Jeux olympiques : il manque cependant dans des conditions atmosphériques difficiles son premier essai à 2,31 m. 
Les sélections bahaméennes (BAAA Nationals and Olympic Trials) se déroulent en juin 2012, ce qui lui permettra de se confronter avec Trevor Barry et Donald Thomas qui détiennent déjà le minima A, mais il ne les accompagne pas à Londres. Il est cependant qualifié pour les championnats du monde juniors à Barcelone, pour lesquels 2,15 m sont suffisants
Il se classe deuxième des championnats panaméricains juniors de 2011 et troisième des championnats du monde juniors de 2012.
En juin 2013, à Edmonton, il porte son record personnel à 2,30 m. Par la suite, il ne franchit aucune barre au-dessus de 2,28 m, la dernière fois le 26 juin 2015 à Nassau, mesure qui lui donne l'accès aux Championnats du monde 2015 à Pékin.

## Palmarès

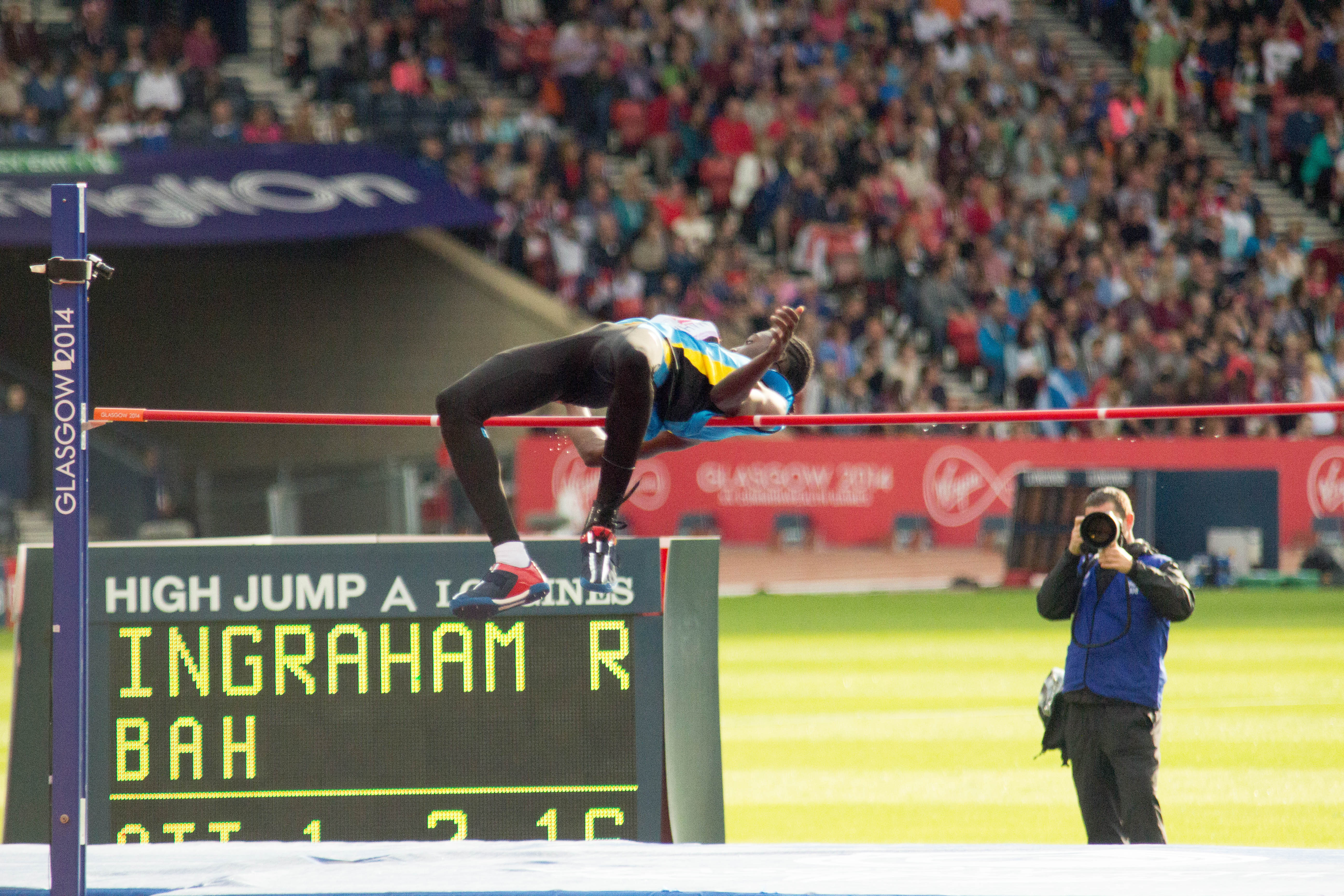
Ingraham lors des Jeux du Commonwealth 2014

| Date | Compétition                              | Lieu      | Résultat | Marque |
| ---- | ---------------------------------------- | --------- | -------- | ------ |
| 2011 | Championnats panaméricains juniors       | Miramar   | 2e       | 2,22 m |
| 2012 | Championnats du monde juniors            | Barcelone | 3e       | 2,24 m |
| 2013 | Championnats du monde                    | Moscou    | 9e       | 2,25 m |
| 2014 | Championnats NACAC espoirs               | Kamloops  | 1er      | 2,28 m |
| 2014 | Jeux d'Amérique centrale et des Caraïbes | Veracruz  | 3e       | 2,24 m |
| 2015 | Jeux panaméricains                       | Toronto   | 6e       | 2,25 m |
| 2015 | Championnats NACAC                       | San José  | 3e       | 2,20 m |

## Records
| Épreuve         | Épreuve      | Performance | Lieu                | Date                            |
| --------------- | ------------ | ----------- | ------------------- | ------------------------------- |
| Saut en hauteur | En plein air | 2,30 m      | Edmonton            | 29 juin 2013                    |
| Saut en hauteur | En salle     | 2,24 m      | Birmingham New York | 18 janvier 2014 15 février 2014 |